# ナイル・ティクニジャン
ナイル・ホヴァネシ・ティクニジャン（Nair Oganesovich Tiknizyan, アルメニア語: Նաիր Հովհաննեսի Թիկնիզյան, ロシア語: Наир Оганесович Тикнизян、1999年5月12日 - ）は、アルメニアとロシアのサッカー選手。ポジションはディフェンダー。

## 経歴
2025年6月22日、レッドスター・ベオグラードと3年契約を締結した。